# Barrister

Barrister beim Plädoyer vor Gericht (um 1900).

Barrister (auch Barrister-at-Law, von engl. bar, Gericht) ist ein Rechtsanwalt in dem durch die Rechtstradition des Common Law geprägten Rechtssystem in England und Wales sowie anderen Ländern des Commonwealth, der vor einem Gericht plädiert und Prozessschriften und andere gerichtsrelevante Schriftstücke entwirft. Ihm gegenüber steht der Solicitor, der sich als Rechtsanwalt mit seinem Klienten bespricht und diesen juristisch berät, jedoch nicht selbst vor (höheren) Gerichten auftritt. 
Mit dieser Unterscheidung gehen unterschiedliche Berufsausbildungen und berufsständische Organisationen der beiden Berufszweige einher.

## Funktionen
Je nach Rechtssystem und Land ist die Trennung der Funktionen zwischen Barrister und Solicitor unterschiedlich streng. Deutlich getrennt sind die Funktionen in England, Wales, Schottland und Irland. Kaum eine Trennung existiert z. B. in Ontario oder den australischen Bundesstaaten South Australia, Tasmanien und  Western Australia. Der Barrister wird durch den Solicitor über den Fall instruiert und vertritt diesen dann vor Gericht. In Schottland entspricht dem barrister des englischen Rechts der advocate.
Englische Barrister werden durch eine der vier Anwaltskammern für Barrister (Inns of Court) zugelassen und müssen dort Mitglied sein. Alle Anwaltskammern haben ihren Sitz in London nahe den königlichen Gerichtshöfen (Royal Courts of Justice). Die vier Anwaltskammern sind:
- The Honourable Society of the Inner Temple,
- The Honourable Society of the Middle Temple,
- The Honourable Society of Gray’s Inn und
- The Honourable Society of Lincoln’s Inn.

Die Tätigkeit als Kronanwalt (Queens Counsel, QC bzw. Kings Counsel, KC) ist nur wenigen Barristers vorbehalten.
Richter am High Court kann – neben anderen Voraussetzungen – nur werden, wer mindestens zehn Jahre Barrister war.

## Geschichte

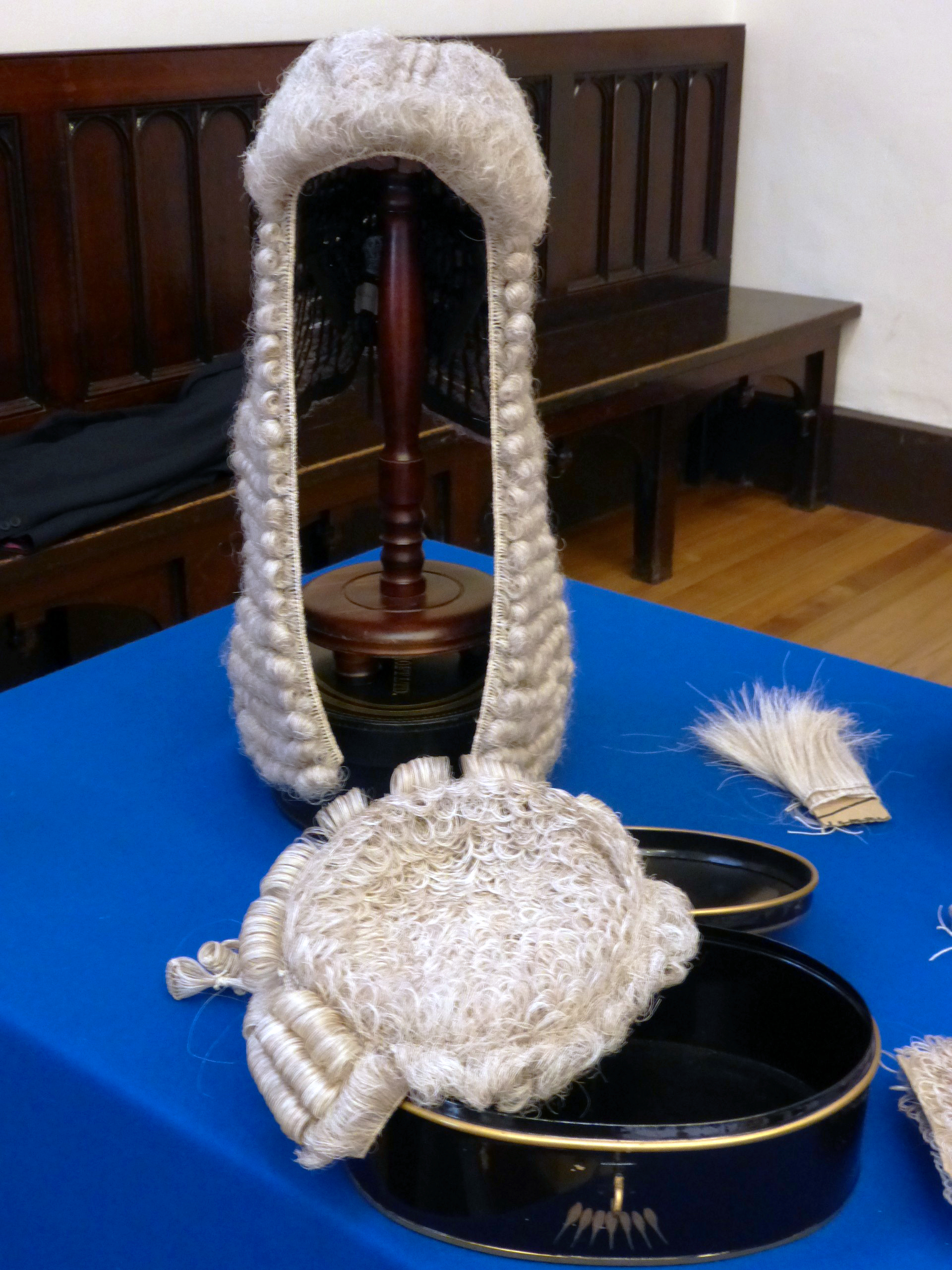
Das Tragen einer Perücke (wig) vor Gericht gehört zur traditionellen Berufsbekleidung der Barrister.

Die Entwicklung des anwaltlichen Berufsbildes hat im frühen Mittelalter mit einer Zweiteilung in „attornies“ und „pleaders“ begonnen und 1873 die Zweiteilung in „solicitors“ und „barristers“ erreicht, die bis heute existiert. Ursprünglich war es für die Kläger notwendig, einen „Prozessrechtler“ zu beauftragen, der die Klage vorbereiten sollte, um den königlichen writ zu erhalten, aber auch einen „Fachanwalt“ zu beschäftigen, der das „common law“ gut beherrschte und bei Gericht vortragen konnte.
Traditionell hatten Barristers das Recht, vor allen, also auch den höchsten, Gerichtshöfen des Landes als Anwälte aufzutreten. Solicitors war dies nur in unteren Instanzen gestattet. Barristers durften den jeweiligen Klienten, den sie vor Gericht vertraten, nicht direkt, sondern nur über den Solicitor kontaktieren. Diese Regelungen sind in den letzten Jahren etwas gelockert worden.
Das zweigeteilte System der Anwaltschaft existierte auch in Kontinentaleuropa, wurde aber bis zum Anfang des 19. Jahrhunderts größtenteils abgeschafft. Die Bezeichnung für Barrister war „Prokurator“. In einigen Ländern sind Teile dieser Zweiteilung in der Praxis noch vorhanden. In Polen wird zwischen dem Advokaten (Adwokat) und dem Rechtsberater (Radca prawny) unterschieden, wobei nur letztere ihre Arbeit in abhängiger Beschäftigung ausüben können. In den Niederlanden wurde der Procureur 2008 formell abgeschafft, jedoch wird bei Prozessen vor dem Hohen Rat noch eine Regel angewendet, die es nur den Anwälten aus dem Bezirk Den Haag erlaubt, dort Prozesse zu führen. In Deutschland besteht für die Zivilprozesse am Bundesgerichtshof eine der Sache nach ähnliche Regelung: diese können nur von dort besonders zugelassenen Anwälten geführt werden (Singularzulassung). Das kanonische Recht der katholischen Kirche sieht heute noch die Aufgaben eines Prozessbevollmächtigten (procurator) und eines Anwalts (advocatus) vor. Der Prozessbevollmächtigten vertritt Parteien vor einem Kirchengericht, der Anwalt berät sie rechtlich und kann keine Prozesshandlungen vornehmen, aber mit Plädoyers vor Gericht auftreten.